# Linum hellenicum
Linum hellenicum är en linväxtart som beskrevs av Latrou. Linum hellenicum ingår i släktet linsläktet, och familjen linväxter. Inga underarter finns listade i Catalogue of Life.